# ClubDub
ClubDub è un duo musicale islandese formatosi nel 2018. È costituito dai musicisti Geitin sjálf e Brynjar Barkason.

## Storia del gruppo
I ClubDub sono saliti alla ribalta col primo album in studio Juice Menu Vol. 1, uno degli otto LP di maggior successo dell'intero anno nella Tónlistinn, che ha fruttato al duo una nomination per un Íslensku tónlistarverðlaunin. Il disco contiene Clubbed Up, uno dei brani più consumati nel corso dell'anno.
L'EP d'esordio Tónlist (2019) ha conservato il primo posto nella Tónlistinn per quattro settimane non consecutive, finendo al 7º posto della classifica annuale.
Nel maggio 2024 viene presentato il secondo LP, dal titolo Risa tilkynning; il disco, che ha esordito direttamente in cima alla graduatoria islandese, ha piazzato tutte le tracce contenute all'interno della top 20 nazionale, tra cui Bad Bitch í RVK al 2º posto. Quest'ultima è stata candidata per l'ÍSTÓN alla canzone hip hop o elettronica dell'anno.

## Formazione
- Geitin sjálf
- Brynjar Barkason

## Discografia

### Album in studio
- 2018 – Juice Menu Vol. 1 (con Ratio)
- 2024 – Risa tilkynning

### EP
- 2019 – Tónlist (con Ratio)
- 2021 – ClubDub ungir snillar

### Singoli
- 2018 – Eina sem ég vil (con Ratio feat. Aron Can)
- 2020 – Ég myndi deyja fyrir stelpurnar mínar (con Ratio)
- 2022 – Ikea stelpan